# Idioma angkula
Angkula es una lengua pamana exitinta de la Península de York del Cabo en Queensland, Australia. Esta al parecer relacionado con el Alungul, Ikarrangal y el Olem.